# Femetta
Femetta är ett uttryck för fullträff eller bästa möjliga resultat.
Om man vid prickskytte träffar den vita riktpricken som sitter mitt i femman i en femringad måltavla har man gjort en femetta.
En femetta är i sammanhang med motorcykeltävlingar av typen speedway det bästa möjliga heatresultatet. Tävlingarna körs som lagtävling, och matcherna körs i heat med två förare ur varje lag. Förste föraren i mål får tre poäng, andre två poäng, tredje får en poäng, och den som kommer sist får ingen poäng. Om ett lag lägger beslag på både första- och andraplatsen i ett heat innebär det att laget får fem poäng och motståndarlaget endast ett. De har då gjort en femetta.